# مات بامر
ماثيو «مات» بامر (بالإنجليزية: Matthew  "Matt" Bomer)‏ هو ممثل أمريكي، عرف كنجم سلسة الياقات البيضاء (White Collar) التي عرضت لأول مرة في عام 2009 واستمرت حتى 2014.
بومر فائز بجائزة غولدن غلوب، وحاصل على ترشيح في جوائز الإيمي برايم تايم عن دوره فيليكس تيرنر في الفيلم التلفزيوني هوم بوكس أوفيس في فيلم القلب العادي سنة (2014).

## نشأته
نشأ في ضاحية سبرينغ في هيوستن، تكساس. والداه سيسي وجون بومر لاعب كرة القدم السابق في فريق دالاس كوبوي. التحق بمدرسة كلاين الثانوية مع الممثل لي بيس. وقد قاما بالتمثيل معاً في مسرح اليي (الممر)، وهو مسرح غير هادف للربح.
في سنة 2001 تخرج من جامعة كارنيجي ميلون في بيتسبرغ بولاية بنسلفانيا، مع درجة البكالوريوس في الفنون الجميلة.

## مسيرته في التمثيل
بعد تخرجه من الجامعة، انتقل إلى مدينة نيويورك، حيث حصل على دور صغير، كإيان كيبلينج، في مسلسل «كل أطفالي»(بالإنجليزية: All My Children)‏، وخلال الفترة من 2001 إلى 2003، مثل دور بين ريد في «الضوء المرشد»(بالإنجليزية: guiding light)‏ 
يوم 23 أكتوبر 2009، بدأ عرض مسلسل الياقات البيضاء، الذي يعرض شراكة بين المجرم العبقري نيل كافري الذي يقوم ماثيو بدوره وعميل مكتب التحقيقات الفدرالي بيتر بيرك (تيم ديكاي).
صنف من قبل BuddyTV في المرتبة الأولى في قائمة «الرجال الأكثر جاذبية في التلفزيون لعام 2011».
في أكتوبر 2011 ظهر في فيلم الخيال العلمي في الوقت المحدد، بشخصية هنري هاملتون بعمر 105 عاما، الذي يعطي «الوقت» لجاستن تيمبرليك قبل أن ينتحر.

## حياته الشخصية
بومر تزوج من الإعلامي سيمون هولز منذ سنة 2011. لدى الزوجين 3 أبناء بمن فيهم توأمين (كيت، ووالكر، وهنري)، وذلك عن طريق تأجير الرحم.. ثم بعد العديد من الشائعات على أنه مثلي الجنس أكد أنه مثلي الجنس في حفل جوائز ستيف تشيس الإنسانية خلال تكريمه بسبب نشاطاته الإنسانية ضد فيروس نقص المناعة البشرية الإيدز سنة 2012.
وفي وقت سابق، في عام 2010، عندما سئل عن تقارير وسائل الاعلام حول ميوله الجنسية، قال، «أنا لا يهمني ذلك على الإطلاق. انا سعيد تماما في حياتي الشخصية» لكنه رفض قول المزيد، ومن ناحية الصداقة فهو يحتفظ بعلاقة جيدة مع اصدقاء المدرسة الممثلان لي بيس مدرسة لي الزملاء ولين كولينز.
لديه أخ نيل بومر واخت ميغان بومر

## الأدوار

### المسلسلات
| السنة        | اسم المسلسل    | الدور                        | شبكة التلفزيون         | الظهور                           |
| ------------ | -------------- | ---------------------------- | ---------------------- | -------------------------------- |
| 2001–2003    | غايدنغ لايت    | Ben Reade                    | سي بي إس               | ممثل رئيسي                       |
| 2003–2004    | Tru Calling    | Luc Johnston                 | شبكة فوكس التلفزيونية  | Season 1                         |
| 2004         | الشاطئ الشمالي | Ross                         | شبكة فوكس التلفزيونية  | الموسم الأول الحلقة 12"          |
| 2006         | Amy Coyne      | Case                         | شبكة فوكس التلفزيونية  | Pilot                            |
| 2007         | Traveler       | Jay Burchell                 | هيئة الإذاعة الأمريكية | ممثل رئيسي                       |
| 2007–2009    | تشاك           | Bryce Larkin                 | هيئة الإذاعة الوطنية   | Recurring character (7 episodes) |
| 2009–present | White Collar   | Neal Caffrey                 | يو إس إيه نيتورك       | البطولة                          |
| 2012         | غلي (مسلسل)    | Cooper Anderson              | شبكة فوكس التلفزيونية  | Guest star ("Big Brother")       |
| 2019         | Doom Patrol    | Larry Trainor (Negative man) | عالم ديسي              | ممثل رئيسي                       |

### الأفلام
| السنة | الفيلم                    | الدور          |
| ----- | ------------------------- | -------------- |
| 2005  | خطة رحلة                  | Eric           |
| 2006  | مجزرة منشار تكساس:البداية | Eric           |
| 2011  | في الوقت المحدد (فيلم)    | Henry Hamilton |
| 2012  | ماجك مايك                 | Ken            |

## وصلات خارجية
- مات بامر على موقع IMDb (الإنجليزية)
- مات بامر على موقع روتن توميتوز (الإنجليزية)
- مات بامر على موقع ألو سيني (الفرنسية)
- مات بامر على موقع ميوزك برينز (الإنجليزية)
- مات بامر على موقع أول موفي (الإنجليزية)
- مات بامر على موقع قاعدة بيانات برودواي على الإنترنت (الإنجليزية)
- مات بامر على موقع قاعدة بيانات الأفلام السويدية (السويدية)
- مات بامر على موقع إن إن دي بي (الإنجليزية)
- مات بامر على موقع ديسكوغز (الإنجليزية)
- مات بامر على موقع قاعدة بيانات الفيلم (الإنجليزية)